# Abe Koto
Abe Koto (阿部 航斗 Abe Kota, sinh ngày 1 tháng 8 năm 1997) là một cầu thủ bóng đá người Nhật Bản hiện đang chơi ở vị trí thủ môn cho Albirex Niigata.

## Thống kê nghề nghiệp

### Câu lạc bộ
Tính đến 22 tháng 6 năm 2021.
| Câu lạc bộ          | Mùa giải            | Liên đoàn           | Liên đoàn | Liên đoàn | Cúp Quốc gia | Cúp Quốc gia | Cúp Liên đoàn | Cúp Liên đoàn | Khác    | Khác      | Tổng cộng | Tổng cộng |
| Câu lạc bộ          | Mùa giải            | Division            | Số trận   | Bàn thắng | Số trận      | Bàn thắng    | Số trận       | Bàn thắng     | Số trận | Bàn thắng | Số trận   | Bàn thắng |
| ------------------- | ------------------- | ------------------- | --------- | --------- | ------------ | ------------ | ------------- | ------------- | ------- | --------- | --------- | --------- |
| Đại học Tsukuba     | 2016                | –                   | –         | –         | 1            | 0            | –             | –             | 0       | 0         | 1         | 0         |
| Đại học Tsukuba     | 2017                | –                   | –         | –         | 4            | 0            | –             | –             | 0       | 0         | 4         | 0         |
| Đại học Tsukuba     | Tổng cộng           | Tổng cộng           | 0         | 0         | 5            | 0            | 0             | 0             | 0       | 0         | 5         | 0         |
| Albirex Niigata     | 2020                | J2 League           | 0         | 0         | 0            | 0            | 0             | 0             | 0       | 0         | 0         | 0         |
| Albirex Niigata     | 2021                | J2 League           | 17        | 0         | 0            | 0            | 0             | 0             | 0       | 0         | 17        | 0         |
| Albirex Niigata     | Tổng cộng           | Tổng cộng           | 17        | 0         | 0            | 0            | 0             | 0             | 0       | 0         | 17        | 0         |
| Tổng cộng sự nghiệp | Tổng cộng sự nghiệp | Tổng cộng sự nghiệp | 17        | 0         | 5            | 0            | 0             | 0             | 0       | 0         | 22        | 0         |